# Третьяковы
Третьяко́вы — распространённая русская фамилия, которую носили представители различных дворянских родов, купеческих династий, а также множество русских крестьян и мещан.
Исторически фамилия является патронимическим образованием от русского нецерковного мужского имени Третьяк, которое обычно давалось третьему ребёнку мужского пола в семье (или третьему из всех детей).
Существовало несколько древних русских дворянских родов Третьяковых различного происхождения. Один из них — боярский род Третьяковых, являвшийся ветвью рода Ховриных.
Наибольшую известность получила купеческая династия Третьяковых, из которой вышли знаменитые меценаты и основатели Третьяковской галереи Павел Михайлович и Сергей Михайлович Третьяковы.

## Третьяковы-Ховрины
Боярский род Третьяковых ведёт своё начало от византийского рода Ховриных, который при Комнинах управлял Трапезундом, а позднее стал правящим домом княжества Феодоро. Предположительно, один из представителей младшей ветви этого византийского рода, некий князь Стефан, упоминаемый в «Государевом Родословце», был принят в числе сурожских гостей при Великом князе Дмитрии Донском. Его потомство возвысилось и заняло наследственные должности казначеев Московского княжества.
Один из его праправнуков, Иван Владимирович Ховрин, был прозван Третьяком, вероятно, для отличия от двух старших братьев, также носивших имя Иван (Иван Хазюк и Иван Голова). От него и пошла ветвь Третьяковых, представители которой, подобно своим родственникам Головиным (потомкам Ивана Головы), первоначально занимали посты казначеев и входили в высшую аристократию Московского государства. Таким образом, эта фамилия Третьяковых датируется концом XV века.
В XVI—XVII веках Третьяковы служили стольниками и воеводами в различных городах. Род Третьяковых-Ховриных был занесён в Бархатную книгу (1687), однако угас ещё до её составления.
Представители рода
- Иван Третьяк Владимирович Ховрин — родоначальник Третьяковых-Ховриных.
- Иван Иванович Третьяков — казначей.
- Фома Иванович Третьяков (? — после 1565) — наместник в Чернигове.
- Алексей Фомич Третьяков (? — после 1602) — воевода в Тобольске и Новгороде.
- Василий Алексеевич Третьяков (? — 1628) — стольник и воевода в Брянске, Мценске, Воронеже и Великих Луках.
- Даниил Васильевич Третьяков — воевода в Яблонове (1666)[3].

Опричниками Ивана Грозного числились Кузьма, Некрас, Подосен, Тренка, Фёдор и Шарап Третьяковы (1573).

## Дворянские роды
В Общем Гербовнике зафиксированы гербы трёх различных дворянских родов Третьяковых:
1. Род Третьяковых, представители которого были вёрстаны поместьями в 1623 и последующих годах. Внесён в VI часть родословной книги Костромской губернии в 1797 году.
2. Потомство Игнатия Третьякова, который в 1647 году числился на службе по городу Уфе из детей боярских.
3. Потомство Владимира Николаевича Третьякова, кавалера ордена Св. Анны 3-й степени (1826). Внесено в III часть родословной книги Московской губернии[5] в 1897 году.

### Третьяковы (костромская ветвь)
Многие представители рода Третьяковых служили российскому престолу и начиная с 1623 года вёрстывались поместьями, на которые им выдавались ввозные грамоты, что подтверждается записями в костромских писцовых книгах. Задолго до 1623 года за Дорофеем Третьяковым числилось поместье — сельцо Зеленцыно (Зеленцыно) с полупустошью в Андомском стане Костромского уезда на реке Шаче. Позднее его праправнук Кузьма Третьяков владел и соседней усадьбой Никольским Буйского уезда Костромской губернии (у деревни Деревенского современного Сусанинского района Костромской области), а его сын Дмитрий — усадьбой Аздемерово Галичского уезда, полученной в приданое.
- Кузьма Борисович Третьяков (1741—1791) из этого рода участвовал в подавлении восстания башкир в Оренбургской губернии, был зятем Никифора Гавриловича Сипягина.
- Василий Дмитриевич Третьяков (1783—1851) — внук предыдущего, участвовал в Швейцарском походе 1799 года под командованием А.В. Суворова и в народном ополчении 1812 года.
- Александр Васильевич Третьяков (1808 — после 1877) — капитан-лейтенант, зять штурмана Андрея Ильича Хлебникова, участника инцидента с Головниным в 1811—1813 годах.
- Евгений Александрович Третьяков (1877—1927) — внук предыдущего, инженер-конструктор, участвовал в проектировании фабрики «Красное знамя» в Ленинграде.

### Третьяковы (потомство Игнатия Третьякова)
Игнатий Третьяков в 1647 году числился на службе по городу Уфе из детей боярских.
В конце XIX века эту фамилию носили некоторые дворяне на Урале:
- Третьяков, Палладий Наумович. Уфимская губерния. Уфимский уезд.
- Третьяков, Александр Герасимович. С 1857 года — прапорщик 1-го Оренбургского линейного батальона.
- Третьяков, Николай Аполлонович. Заседатель Бугурусланско-Бугульминской дворянской опеки.

### Другие дворянские роды
Различные дворянские роды Третьяковых были также внесены в родословные книги следующих губерний:
- Олонецкой губернии (1818)
- Смоленской губернии (1826, II часть)
- Симбирской губернии (1830); к этому роду принадлежал полководец Николай Александрович Третьяков (1854—1917).
- Киевской и Полтавской губерний (1843, Третьяковы-Третьяки)
- Бессарабской (1845, II часть) и Черниговской губерний (1845)
- Казанской, Новгородской и Харьковской губерний (1850)
- Саратовской губернии (1852)
- Московской губернии (1853)
- Тульской губернии (1855)
- Пензенской губернии (1856)
- Тверской губернии (1857, III часть, из духовного сословия, по ордену)
- Таврической губернии (1872)
- Полтавской губернии (1874)
- Рязанской губернии (1884)[6]

Родоначальником ветви, внесённой в Общий гербовник (XVII, 53), был Владимир Николаевич Третьяков (1780—1847), происходивший из купцов города Тарусы. Он был церковным старостой Успенского собора Московского Кремля (1823—1847) и за крупное пожертвование в пользу собора в 1844 году был отмечен благодарностью Святейшего Синода. В 1826 году Владимир Николаевич получил орден Св. Анны 3-й степени, что дало ему право на дворянство. Род внесён в III часть родословной книги Московской губернии в 1897 году. Его сын, Константин Владимирович Третьяков (ок. 1830—1908), был известным предпринимателем, благотворителем и мануфактур-советником.

## Купеческие роды

### Третьяковы (московские меценаты)
Наиболее известный купеческий род Третьяковых, к которому принадлежали Павел Михайлович и Сергей Михайлович Третьяковы, происходит из крепостных крестьян Малоярославецкого уезда Калужской губернии. Родоначальником московской ветви считается Елисей Мартынович Третьяков, перебравшийся в Москву в 1774 году. Их фамилия, по уточнённым данным, происходит от Мартына Фёдорова, прозванного Третьяком, чей сын Елисей Мартынович и получил фамилию Третьяков при переезде в Москву. Первое же упоминание предков этого рода в Малоярославце относится к 1646 году (Ганка Васильев по прозвищу Тренка Левин).
Павел Михайлович (1832—1898) и Сергей Михайлович (1834—1892) Третьяковы были не только знаменитыми меценатами и коллекционерами, но и крупными промышленниками. Вместе с костромичами они основали в 1860-х годах Товарищество Новой Костромской льняной мануфактуры (позднее — Большая Костромская льняная мануфактура), которая стала одним из ведущих льноперерабатывающих предприятий России. Они также были совладельцами торгового дома «П. и С. Братья Третьяковы и В. Коншин». Павел Михайлович был одним из учредителей Московского купеческого банка (1866) и Московского торгово-промышленного товарищества (1874).
- Третьяков, Елисей Мартынович (1704—1783) — переехал в Москву из Малоярославца
  - Третьяков, Захар Елисеевич
    - Третьяков, Михаил Захарович (1801—1850)
      - Третьяков, Павел Михайлович (1832—1898) — русский купец, меценат, собиратель коллекции живописи. Жена — Вера Николаевна Мамонтова (1845—1899), двоюродная сестра Саввы Ивановича Мамонтова[13].
        - Александра Павловна (1868—1959), замужем за Сергеем Сергеевичем Боткиным.
        - Любовь Павловна (1870—1928), в первом браке за художником Николаем Николаевичем Гриценко, во втором — за художником Львом Самойловичем Бакстом[14].
        - Мария Павловна (1875—1952), замужем за Александром Сергеевичем Боткиным.

      - Третьяков, Сергей Михайлович (1834—1892) — русский купец, меценат, московский городской голова.
        - Третьяков, Николай Сергеевич (1857—1896). Жена — Александра Густавовна Дункер.
          - Третьяков, Сергей Николаевич (1882—1944) — русский предприниматель, политик, разведчик.
          - Александра Николаевна (1880?—1914), замужем за Владимиром Алексеевичем Шевалдышевым[15], директором правления Большой Костромской льняной мануфактуры.

      - Елизавета Михайловна, замужем за Владимиром Дмитриевичем Коншиным[16].
      - Софья Михайловна, замужем за архитектором Александром Степановичем Каминским[16].

### Другие купеческие роды
В 1804 году экономом вновь открывшегося Московского коммерческого училища был избран купец 1-й гильдии Е. С. Третьяков.

## Роды другого происхождения
Фамилию Третьяков носили также многие купцы, крестьяне и мещане в различных регионах России, не связанные с вышеупомянутыми родами.
Например, в Переяславле-Рязанском в XVII веке одна из улиц на Нижнем посаде называлась Третьяковой в честь проживавших там посадских людей Третьяковых. В 1648 году от посада Переяславля-Рязанского на Земский собор был избран Григорий Третьяков, участвовавший в принятии Соборного уложения 1649 года.